# 거대 과립 림프구성 백혈병
거대 과립 림프구성 백혈병(Large granular lymphocytic leukemia)은 말초혈액 내 거대 과립 림프구(LGL)의 설명할 수 없는 만성(> 6개월) 상승을 나타내는 만성 림프증식성 질환이다.
이는 T세포 LGL 백혈병(T-LGLL)과 자연살해세포(NK) 세포 LGL 백혈병(NK-LGLL)의 두 가지 주요 범주로 나뉜다. 이름에서 알 수 있듯이 T세포 거대 과립 림프구 백혈병은 세포독성 T세포가 관여하는 것이 특징이다.
미국에 기반을 둔 연구에서는 진단 평균 연령이 66.5세인 반면, 프랑스 연구에서는 진단 시 평균 연령이 59세(연령 범위는 12~87세)였다. 프랑스 연구에서는 환자의 26%만이 50세 미만이었고 이는 이 장애가 진단 시 노령과 관련이 있음을 시사한다. 증상이 나타나지 않기 때문에 이 장애는 일반 인구에서 과소진단될 가능성이 높다.